# 리시아 (키에티도)
리시아(이탈리아어: Liscia)는 이탈리아 아브루초주 키에티도에 있는 코무네이다.